# Reptotubigera elegans
Reptotubigera elegans is een mosdiertjessoort uit de familie van de Multisparsidae. De wetenschappelijke naam van de soort is voor het eerst geldig gepubliceerd in 1944 door Borg.